# Арнолд Лајн (Мисисипи)
Арнолд Лајн (енгл. Arnold Line) насељено је место без административног статуса у америчкој савезној држави Мисисипи.

## Демографија
По попису из 2010. године број становника је 1.719.
| Група             | 2000.    | 2010.       |
| Белци             | 0 (0,0%) | 966 (56,2%) |
| Афроамериканци    | 0 (0,0%) | 672 (39,1%) |
| Азијати           | 0 (0,0%) | 32 (1,9%)   |
| Хиспаноамериканци | 0 (0,0%) | 34 (2,0%)   |
| Укупно            | 0        | 1.719       |